# Manfred Schubert (Verfahrenstechniker)
Manfred Schubert (* 30. März 1930 in Reichenstein, Niederschlesien; † 7. August 1987 in Berlin) war Professor für Verfahrenstechnik in Dresden, Präsident der Kammer der Technik und Abgeordneter der Volkskammer der DDR.

## Leben
Der Sohn eines Arbeiters studierte nach einer Umschulung zum Schlosser von 1949 bis 1955 Verfahrenstechnik an der TH Dresden. Nach mehrjähriger Mitarbeit im Kaliwerk Sondershausen kam Schubert 1960 wieder an die TH Dresden, promovierte 1963 und habilitierte 1967.
Ab 1969 Professor und Inhaber des Lehrstuhls für Verfahrenstechnik an der TH Dresden, war Schuberts Spezialgebiet die Entwicklung und Anwendung der Verfahrenstechnik im Umweltschutz. Er war ab 1974 bis zu seinem Tod Präsident der Kammer der Technik, in diesem Amt folgte ihm Dagmar Hülsenberg.

## Politik
Er war seit 1966 Mitglied der SED und von 1967 bis zu seinem Tod 1987 Angehöriger der SED-Fraktion der Volkskammer der DDR.

## Auszeichnungen
Schubert war ab 1979 korrespondierendes Mitglied der Akademie der Wissenschaften der DDR und ab 1981 ordentliches Mitglied der Sächsischen Akademie der Wissenschaften. Er erhielt 1972 und 1980 den Nationalpreis der DDR sowie 1980 den Vaterländischen Verdienstorden in Silber.

## Publikationen
- Abproduktarme und abproduktfreie Technologie. Deutscher Verlag für Grundstoffindustrie, Leipzig 1987, ISBN 3-342-00093-7.